# اودری لامی
اودری لامی (فرانسوی: Audrey Lamy‎؛ زادهٔ ۱۹ ژانویهٔ ۱۹۸۱) هنرپیشه اهل کشور فرانسه است. وی متولد شهر آلس،گار است. از فیلم‌هایی که وی در آنها نقش داشته‌است می‌توان به پاریس، دیو و دلبر، قبول شده، بریس از نیس و نیکی لارسون و عطر کوپید اشاره کرد.

## بیوگرافی
وی خواهر بازیگری فرانسوی الکساندرا لامی است.